# Hasta no verte Jesús mío
Hasta no verte Jesús mío es una novela escrita por la mexicana Elena Poniatowska en 1969. 

## Trama
La novela narra la vida de Jesusa Palancares, una mujer de origen oaxaqueño. Jesusa siempre vive en un ambiente de pobreza, y durante su infancia en Oaxaca queda huérfana de madre a temprana edad. Jesusa se casa con un militar y combate en la revolución, y a pesar de su descontento por la violencia que recibe por parte de su marido, Jesusa logra conocer todo México combatiendo. Cuando su esposo muere Jesusa, quien se queda varada en la capital, decide quedarse a vivir ahí. En la Ciudad de México Jesusa trabaja como obrera en varias fábricas, como sirvienta y como lavandera. Se involucra especialmente en actos religiosos y conoce la obra espiritual. Jesusa, quien cree en la reencarnación y en la espiritualidad, se ha convertido en un personaje inolvidable de la literatura mexicana.

### Jesusa
El personaje principal de la novela no es ficticio, Jesusa Palancares vuelve a aparecer en otra publicación de Poniatowska, titulada Las soldaderas. También se le hace referencia en el ensayo Vida y muerte de Jesusa, que apareció en la revista Vuelta en 1978 y después en el libro Luz y luna, las lunitas en 1994. En este ensayo se narra la relación que tienen Jesusa Palancares y Elena Poniatowska.

## Génesis
La protagonista de la novela está basada en Josefina Bohórquez, una mujer originaria de Miahuatlán de Porfirio Díaz, Oaxaca. La escritora le escuchó hablar en un lavadero y, admirada por su lenguaje y capacidad de indignación, se interesó por ella. La autora le solicitó que le narrara su vida. Al parecer, Josefina accedió con recelo. Poniatowska visitó cada miércoles de cuatro a seis de la tarde la casa de Josefina para escuchar sus experiencias vitales. En la redacción final, la escritora emplea el género de la entrevista, que combina con la ficción.
El método con el que elaboró Poniatowska este libro se acerca a la antropología. Dos años antes de su experiencia con Bohórquez, la autora había trabajado con el antropólogo estadounidense Oscar Lewis como asistente. A Lewis, autor de Los hijos de Sánchez, se le conoce como uno de los padres de la escritura testimonial. Él le solicitó a Poniatowska que le ayudara con la edición de Pedro Martínez: a Mexican Peasant and his family. Sus asistentes solían acompañarle durante las entrevistas y limpiar las narraciones, eliminando repeticiones y digresiones inútiles. Poniatowska se familiarizó así con el método y, como ella misma ha explicado en varias ocasiones, le influiría a la hora de escribir esta novela.
Lo particular de este trabajo es que no es un documento antropológico, sino una novela. Poniatowska afirma que aprovechó anécdotas, ideas y la forma de expresarse de Bohórquez para construir su personaje protagonista, Jesusa Palancares. Sin embargo, no se trata de una transcripción auténtica de su vida, sino que eliminó a personajes que no le interesaban y desarrolló la narración en los momentos que le parecieron clave.

## Interpretaciones
La autora señala que en el personaje ficticio ha destacado las cualidades de la mujer real que trasgredían de la imagen tradicional de la mujer mexicana. Son rasgos como la rebeldía, independencia y combatividad.
Gustavo Pellón señala cierto paralelismo, o complementariedad, de esta obra con La muerte de Artemio Cruz de Carlos Fuentes. Si la obra de Fuentes presenta la historia de un campesino que traiciona y se aprovecha de la Revolución para conseguir poder y riqueza, adoptando la filosofía de los conquistadores, "chingar o ser chingado", Poniatowska escucha y transmite la voz de una mujer, de una "chingada" o víctima:

Además de ayudarnos a comprender la cultura de la pobreza, (...) probablemente la contribución más importante del libro es corregir y añadir a la imagen de la Revolución Mexicana la visión de una mujer.

Según la profesora de la Universidad de Minnesota, María C. Albin, Elena Poniatowska presenta a su protagonista como una mujer que toma conciencia de su situación en el mundo que le rodea y, a partir de ahí, pasa por un proceso en busca de autenticidad, lucha por la supervivencia y autorrealización en una sociedad patriarcal. Por ello, según Albin, nos encontramos ante una novela de aprendizaje o Bildungsroman.

## Premios
- Premio Mazatlán de Literatura, 1970.

## Traducciones

### Al inglés
- Here's to You, Jesusa!. Transl. by Deanna Heikkinen.  New York, NY:  Farrar, Straus & Giroux, 2001.  ISBN 0-374-16819-9

### Al italiano
- Fino al giorno del Giudizio. Trad. Gabriella Bonetta. Firenze: Giunti, 1993. ISBN 88-09-20295-3

### Al francés
- Vie de Jesusa. Trad. Michel Sarre. Collection Du monde entier: Gallimard, 1980. ISBN 978-2070287499